# Matthias Corvinus
Matthias Corvinus Hunyadi, Latijn en Duits: Matthias Corvinus, Roemeens: Matia Corvin, Hongaars: Hunyadi Mátyás, Kroatisch: Matija Korvin (Kolozsvár, 23 februari 1443 – Wenen, 6 april 1490) was van 1458 tot 1490 koning van Hongarije, van 1469 tot 1490 koning van Bohemen en van 1469 tot 1490 hertog van Oostenrijk. Hij werd geboren in het Transsylvaanse Kolozsvár (het huidige Cluj-Napoca in Roemenië) als tweede zoon van Johannes Hunyadi (Roemeens: Ioan de Hunedoara), die een aantal succesvolle veldtochten tegen de Ottomanen had gevoerd. Johannes had gedurende de minderjarigheid van de vorige koning Ladislaus Posthumus de Hongaarse regering geleid.

## Raaf
Zijn bijnaam Corvinus komt van zijn familiewapen waarop een raaf (Latijn: corvus) is te zien. De Silezische Annalen geven als verklaring het verhaal dat een raaf er eens vandoor ging met de ring van Matthias. Hij ging de raaf achterna, doodde hem en pakte de ring terug. Ter nagedachtenis aan deze gebeurtenis zou hij een raaf als zijn wapen hebben gekozen. Een andere verklaring is dat het familiewapen is gebaseerd op een bezit van de familie, de Piatra Corbului (Ravenrots) in Roemenië. Weer een andere legende vertelt dat toen de jonge Matthias in Praag gevangen zat zijn moeder hem via een raaf een brief zond. De Hongaarse posterijen hebben meer dan eeuw lang een raaf als symbool gehad.

## Regering

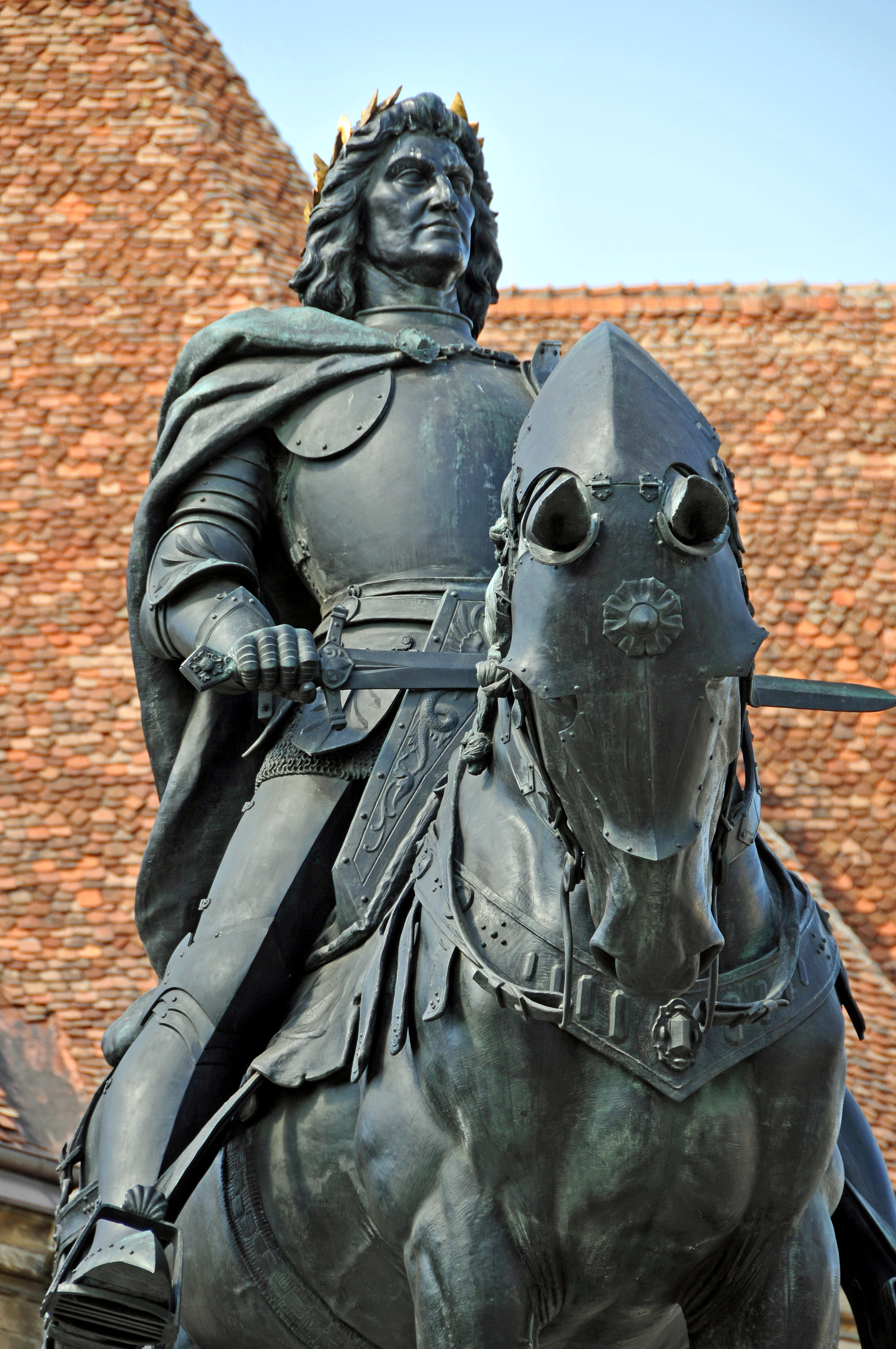
Het Matthias Corvinus-monument in Cluj-Napoca

Op zijn vijftiende werd Matthias tot koning gekroond (1458), tot woede van keizer Frederik III, die ook aanspraak maakte op de Hongaarse troon. De West-Hongaarse adel steunde hem hierin. Bovendien richtte Matthias een staand leger op, het zogenaamde Zwarte Leger. In 1463 werd er een compromis gesloten op grond waarvan een aantal westelijke gebieden (ongeveer het huidige Burgenland) bij Oostenrijk werden gevoegd.
Aangezien Matthias nog minderjarig was, werd de regering waargenomen door zijn oom Michael Szilágyi. Hij werd in het Italiaans opgevoed en was gefascineerd door de Renaissance. Dit leidde tot een verhoogde Mediterrane culturele invloed op Hongarije. Onder Matthias kwamen er openbare gezondheidszorg en onderwijs en een nieuw wetssysteem. Hij was een gul mecenas en veel kunstenaars uit Italië en andere West-Europese landen kwamen naar zijn hof. Zijn Bibliotheca Corviniana bevatte in de 15e eeuw de grootste collectie kronieken en filosofische en wetenschappelijke werken ter wereld.
De heerschappij van Matthias Corvinus wordt beschouwd als een van de meest glorieuze periodes uit de Hongaarse geschiedenis. Tussen 1468 en 1490 veroverde hij Moravië, Silezië, Lausitz en Neder-Oostenrijk. In 1469 rukte hij met zegen van de paus op naar Bohemen en kroonde zich tot koning. De plotselinge dood van de Boheemse koning, de Hussiet George van Podiebrad, kwam daarbij goed van pas. In zijn strijd tegen de zwakke Frederik III wist Matthias in 1477 Stiermarken te veroveren en in 1485 zelfs Wenen. Bij de Weners, die genoeg hadden van Frederik, was hij meer dan welkom. Na zijn plotselinge dood in 1490 kreeg Frederik Oostenrijk weer terug. Hongarije en Bohemen bleven verenigd en kwamen weer toe aan de Jagiello's, die van 1440 tot 1444 ook al hadden geregeerd onder Wladislaus I. De nieuwe koning was Wladislaus II.
Matthias was driemaal getrouwd: in 1455 met Elizabeth van Cilji, tussen 1461 en 1464 met Catharina van Podiebrad, de dochter van de Boheemse koning George van Podiebrad, en van 1476 tot aan zijn dood met Beatrix van Aragón, een dochter van Ferdinand I van Napels. Alle huwelijken bleven kinderloos.

## Keten

Wapen van Matthias Corvinus

Hongarije eerde zijn koning met de in 1930 en 1991 ingestelde Keten van Corvinus, een exclusieve onderscheiding voor verdienste voor onderwijs, kunst, cultuur en letteren.
- Bibsys: 90590937
- Biblioteca Nacional de España: XX1590491
- Bibliothèque nationale de France: cb11969220f (data)
- CiNii: DA13350071
- Gemeinsame Normdatei: 118579029
- International Standard Name Identifier: 0000 0001 2118 5284
- Library of Congress Control Number: n50006566
- Nationale Bibliotheek van Letland: 000202824
- Nationale Bibliotheek van Tsjechië: jn20000701187
- Nationale Bibliotheek van Israël: 987007264995505171
- Nationale Bibliotheek van Polen: a0000001185592
- Nationale en Universitaire bibliotheek Zagreb: 000029136
- Nederlandse Thesaurus van Auteursnamen: 070740186
- Istituto Centrale per il Catalogo Unico: NAPV084074
- LIBRIS: 194424
- SNAC: w6mp7nkf
- Système universitaire de documentation: 027707210
- Virtual International Authority File: 4938768
- WorldCat: E39PBJxWQvfY3WDRWD8MMqdqQq